# غوين ليستر
غوين ليستر (بالإنجليزية: Gwen Lister)‏ هي صحفية ناميبية، ولدت في 5 ديسمبر 1953 في إيست لندن في جنوب أفريقيا.

## نشأتها
نشأت في مدينة شرق لندن في جنوب إفريقيا في ظل نظام الفصل العنصري (الأبارتايد) الذي عزمت على محاربته في شبابها. وجدت ليستر أن ناميبيا ستكون أفضل من جنوب إفريقيا من ناحية التأثير. التحقت بجامعة كيب تاون في عام 1975 حيث حصلت على درجة البكالوريوس هناك.
عملت بعد التخرج كمراسلة سياسية في صحيفة ويندهوك أدفيرتايزر الناميبية، لكنها تركت العمل في الصحيفة لاحقًا بسبب تدخل المحررين في التقارير التي أعدتها.

## الصحافة المستقلة
أنشأت مع زميلها الصحفي هانز سميث صحيفة ويندهوك أوبزيرفر في عام 1978؛ إذ أرادت ليستر من خلال عملها كمحررة سياسية إعطاء منظمة سوابو SWAPO (حركة تحرير ناميبيا) وجهاً إنسانيًا يوضح للناس -بمن فيهم البيض- أنهم لم يكونوا إرهابيين وشيوعيين وتهديدًا أسود كما جعلهم النظام الاستعماري يظهرون.   
انتقدت ممارسات نظام الفصل العنصري الجنوب إفريقي (الأبارتايد) في ناميبيا؛ الأمر الذي أثار غضب الحكومة. حُظِرَت صحيفة الأوبزيرفر رسميًا في أيار/مايو 1984 بعد أن سافرت ليستر إلى زامبيا لتغطية محادثات الاستقلال في ناميبيا.
خفضت إدارة ويندهوك أوبزيرفر بعد رفع الحظر عنها رتبة ليستر لكونها السبب في الحظر، ما أدى إلى استقالة ليستر وانسحاب موظفي الصحيفة.
عملت بعد استقالتها بشكل مستقل لحساب بي بي سي نيوز ومحطة راديو العاصمة جنوب الإفريقية 604. كشفت ليستر في ديسمبر/ كانون الأول عام 1984 عن وثيقة تجيز الاطلاع على بريدها من قبل سلطات جنوب إفريقيا، ما تسبب في اعتقالها واحتجازها لمدة أسبوع بموجب قانون الأسرار الرسمية.
وصف المعهد الدولي للصحافة -مقره النمسا- عملية الاعتقال بأنها «محاولة واضحة لمنعها من إعداد مقالة جديدة». مع ذلك، صادرت الشرطة جواز سفرها وطلبت منها الحضور لإثبات وجودها في البلاد ثلاث مرات في الأسبوع.
أنشات ليستر في أغسطس /آب من عام 1985 صحيفة مستقلة جديدة سُمِّيَت «ذا ناميبيان- The Namibian». أثار تقريرها عن انتهاكات حقوق الإنسان على أيدي قوات جنوب إفريقيا غضبًا جديدًا من الحكومة ومقاطعة الإعلان من قبل مجتمع الأعمال الأبيض. منعت سلطات جنوب إفريقيا في عام 1987 الصحيفة من طباعة صورة لجثة متمرد مربوط بحاملة جنود مدرعة، وبالطبع، اعترضت ليستر على قرار الحظر في المحكمة. اعترف في عام 1991 مرتزق يعمل لصالح مكتب التعاون المدني -فرقة اغتيال تابعة لحكومة جنوب إفريقيا- بعد اعتقاله بتهمة قتل أنطون لوبوفسكي -ناشط في منظمة سوابو-  أنّ مهمته تضمّنت تسميم ليستر أيضًا. تم إطلاق النار وقنابل الغاز المسيل للدموع على مكتب الصحيفة، كما استُهدِفَت بالتفجير في أكتوبر/تشرين الأول عام 1988 من قبل مجموعة رجال أمن أفارقة تدعى الذئاب البيضاء. احتُجزَت ليستر في نفس العام لعدة أيام دون تهمة بعد نشرها وثيقة حكومية تمنح قوات الشرطة صلاحيات جديدة في ناميبيا؛ كانت ليستر حاملًا في شهرها الرابع آنذاك. شاركت ليستر بنفس العام في رئاسة مؤتمر اليونسكو حول حرية واستقلالية وتعددية وسائل الإعلام الإفريقية، والذي كان إعلان ويندهوك أحد نتائجه. خلال هذا الوقت، شاركت ليستر أيضًا في تأسيس معهد الإعلام بجنوب إفريقيا (MISA) حيث عملت رئيسة له لفترة معينة. توقفت في مارس/ آذار عام 2011 بعد 26عامًا من عملها كمحررة في صحيفة ذا ناميبيان ليصبح الصحفي تانجيني أموبادي خلفًا لها.

## الجوائز والامتيازات
فازت ليستر بالعديد من الجوائز الإعلامية الدولية تقديرًا لعملها. حصلت في عام 1992 على جائزة حرية الصحافة الدولية من لجنة حماية الصحفيين -مقرها الولايات المتحدة- تقديرًا للصحفيين «الذين قدموا بشجاعة تغطية إخبارية ووجهات نظر مستقلة في ظل ظروف صعبة». منحتها جامعة هارفارد زمالة نيمان للصحفيين في منتصف مسيرتهم المهنية في عام 1996، وحصلت في عام 1997 على جائزة معهد الإعلام بجنوب إفريقيا (MISA) لحرية الصحافة. منحها معهد الإعلام بجنوب إفريقيا جائزة لكونها «استمرت بمفردها تقريبًا بمساندة حرية الصحافة في ناميبيا».
صنفها المعهد الدولي للصحافة في عام 2000 ضمن أبطال الصحافة الحرة الخمسين، وحصلت في عام 2004 على جائزة الشجاعة في الصحافة من المؤسسة الدولية للإعلام النسائي.

## حياتها الشخصية
حظيت ليستر بطفلين. كانت ليستر من أشد المعجبين برياضة الاسكواش؛ إذ حصلت على لقب راعي رابطة الاسكواش الناميبية.